# Figuier des pagodes
Ficus religiosa
Espèce
Classification phylogénétique
Le Figuier des pagodes, ou Pipal (nom scientifique Ficus religiosa) (en sanskrit : pippala), est une espèce d'arbres du genre Ficus (famille des Moracées). Dans les textes védiques, il est appelé ashvattha. Dans le bouddhisme il s'agit de l'arbre de la Bodhi.
C'est un arbre sacré dans l'hindouisme et le bouddhisme.

## Caractéristiques botaniques

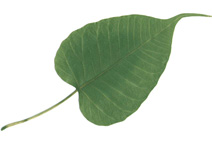
Forme foliaire typique de la feuille de pipal : feuille cordée (en forme de cœur) et acuminée (terminaison en fine pointe)

Le Pipal est un grand arbre semi-sempervirent ayant une hauteur maximale de 30 mètres environ, avec un tronc au diamètre allant jusqu'à 3 mètres. 
Les feuilles ont une forme de cœur, avec une extrémité allongée caractéristique. Elles ont une longueur de 10 à 17 cm et une largeur de 8 à 12 cm, avec un pétiole de 6 à 10 cm. 
Le fruit est une petite figue de 1 à 1,5 cm de diamètre, devenant violette en mûrissant.
Le Pipal est un figuier étrangleur.

## Répartition
Il est naturellement présent en Inde, au Bangladesh, au Népal, au Pakistan, au Sri Lanka, dans le sud-ouest de la Chine et en Indochine.
Le plus vieux pipal au monde pourrait bien être un arbre qui a été amené d'Inde du nord à Ceylan en 288 av. J.-C. et qui en 1852 vivait encore, ce qui lui faisait alors 2 147 ans.

## Usages
Ficus religiosa est utilisé en médecine ayurvédique.

## Noms vernaculaires
- - birman : ဗောဓိညောင်ပင် bawdi nyaung pin
  - Bengali : অশ্বত্থ asbattha, পিপল, Peepal
  - Gujarati : પિપળો (pipdo)
  - Hindi : पीपल pipal (parfois traduit comme : peepal, peepul, pippala, etc.)
  - Kannada : araLi mara ಅರಳಿ ಮರ
  - Khmer : assath អស្សត្ថ ou assathapreuk អស្សត្ថព្រឹក្ស
  - Konkani : pimpalla rook/jhadd
  - Malayalam : അരയാല്‍ arayal
  - Marathi : पिंपळ pimpal
  - Oriya : ashwatth
  - Pali : assattha ; rukkha
  - Punjabi : pippal
  - Sanskrit : अश्वत्थः aśvattha ; pippala vriksha
  - Sinhala : බෝ bo ; ඇසතු esathu
  - Tamoul கணவம் kaṇavam ; ou அரச மரம் (arasa maram)
  - Telugu : రావి raavi,
  - Thai : โพธิ์, โพ
  - Ourdou : peepal

## Histoire

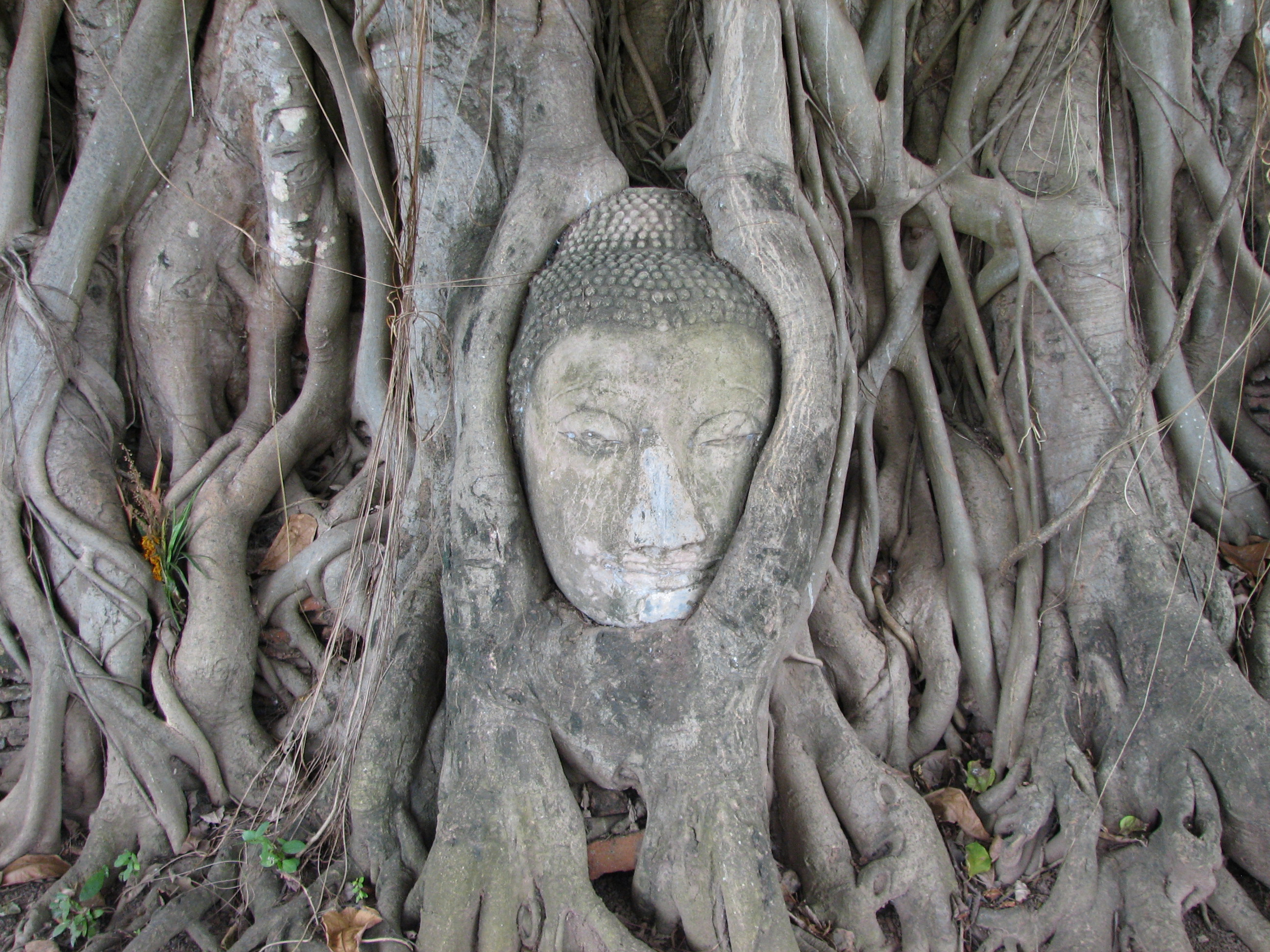
Tête sculptée de Bouddha, presque engloutie dans les racines d'un Figuier des pagodes, dans le reste du temple Wat Mahathat, à Ayutthaya (Province d'Ayutthaya (ou Phra Nakhon Si Ayutthaya)

### Dans le bouddhisme
C'est un arbre sacré pour les bouddhistes. « L'arbre de la Bodhi » le plus célèbre se trouve à Bodh-Gaya, à environ 100 km de Patna, dans l'État indien du Bihar, car c'est sous son feuillage que Bouddha, le fondateur du bouddhisme, a atteint la Bodhi, l'illumination, l'Éveil ou connaissance suprême (lit. l'éclaircissement).
Cet arbre est un de quatre lieux saints du bouddhisme ; c'est donc une destination très fréquentée par les pèlerins. Il jouxte le temple de la Mahabodhi à Bodh-Gaya. Tandis qu'il méditait sous cet arbre (mentionné comme Ashvattha dans le Tipitaka), Siddhartha Gautama a atteint le Nirvâna. Par conséquent, l'arbre Bo ou arbre de la sagesse est considéré comme sacré et symbolique par les bouddhistes.
Sa feuille en forme de cœur et acuminée est un motif décoratif classique. Elle apparaît sur le drapeau du Sri Lanka.

### Dans l'hindouisme
Pour l'hindouisme, cet arbre a aussi une dimension religieuse. Ses feuilles et ses branches servaient autrefois dans des sacrifices védiques. Selon la mythologie indienne, le dieu Vishnu serait né sous l'un de ces arbres, et le sage Nârada vit le Seigneur apparaître « dans son cœur », alors qu'il méditait sous un tel arbre. Enfin, le bruit du vent dans ses feuilles est comparé à celui de la vînâ. Il est également possible qu'une cérémonie ait lieu sous cet arbre lors de mariage.

## Galerie

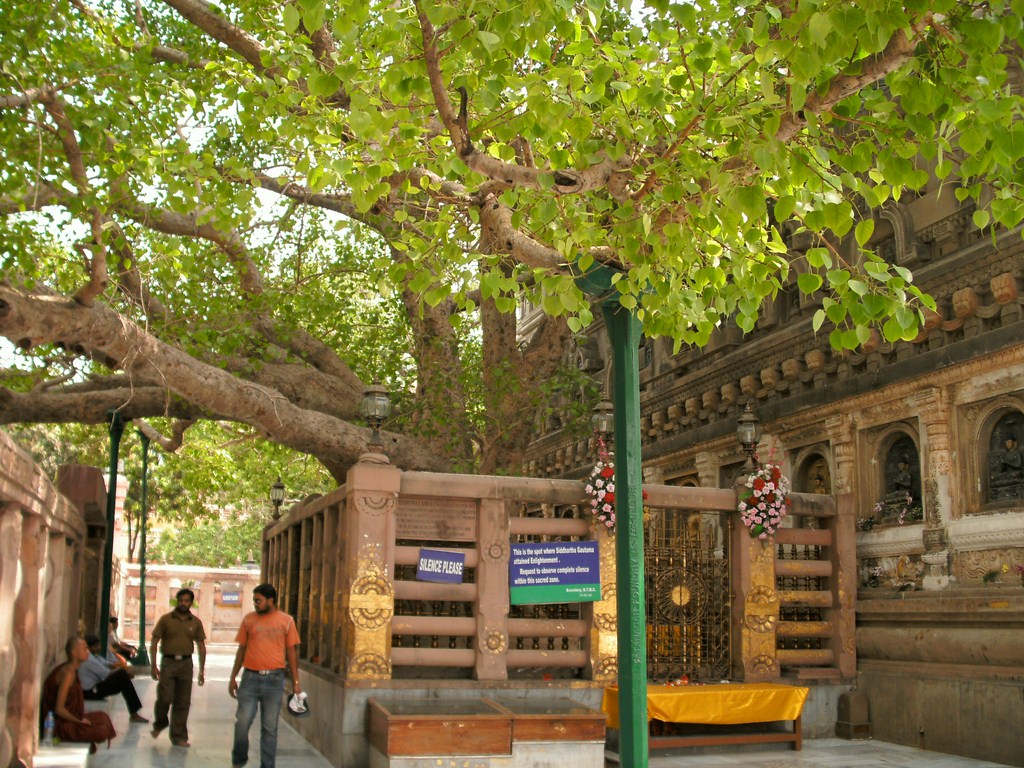
L'arbre de la Bodhi, temple de la Mahabodi à Bodhgaya, Bihar
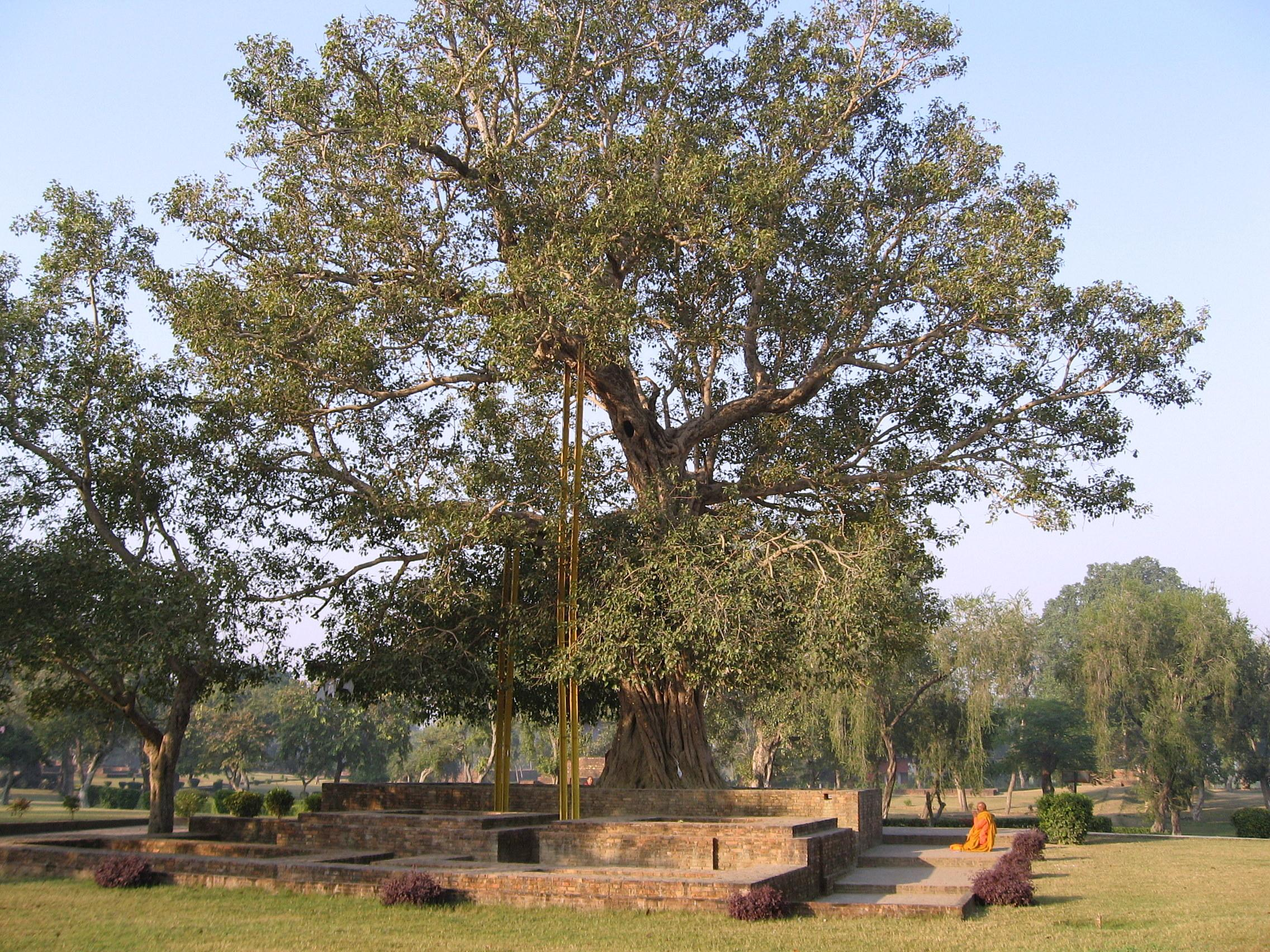
Arbre de la Bodhi
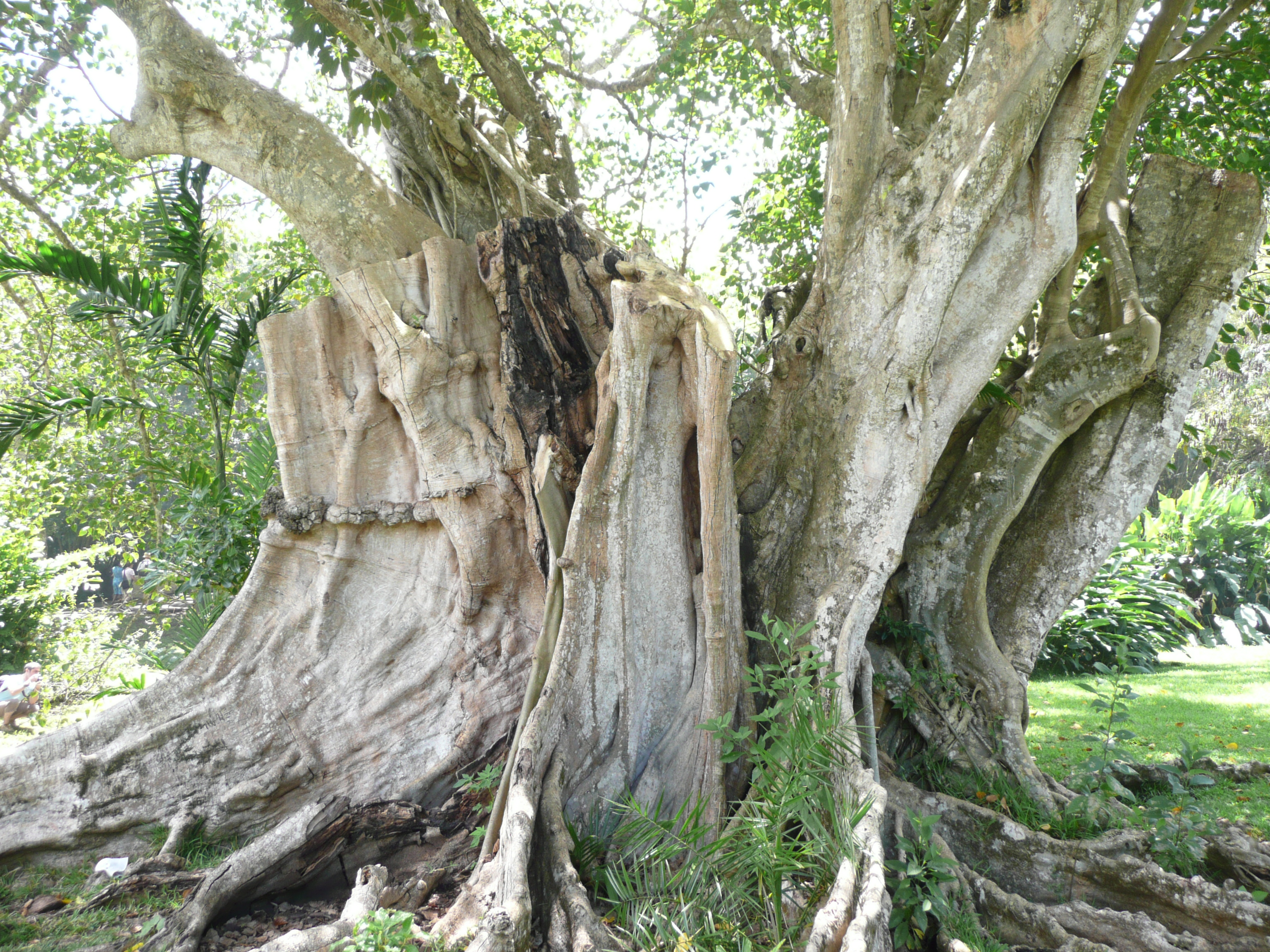
Jardin de Pamplemousse, à Maurice : tronc
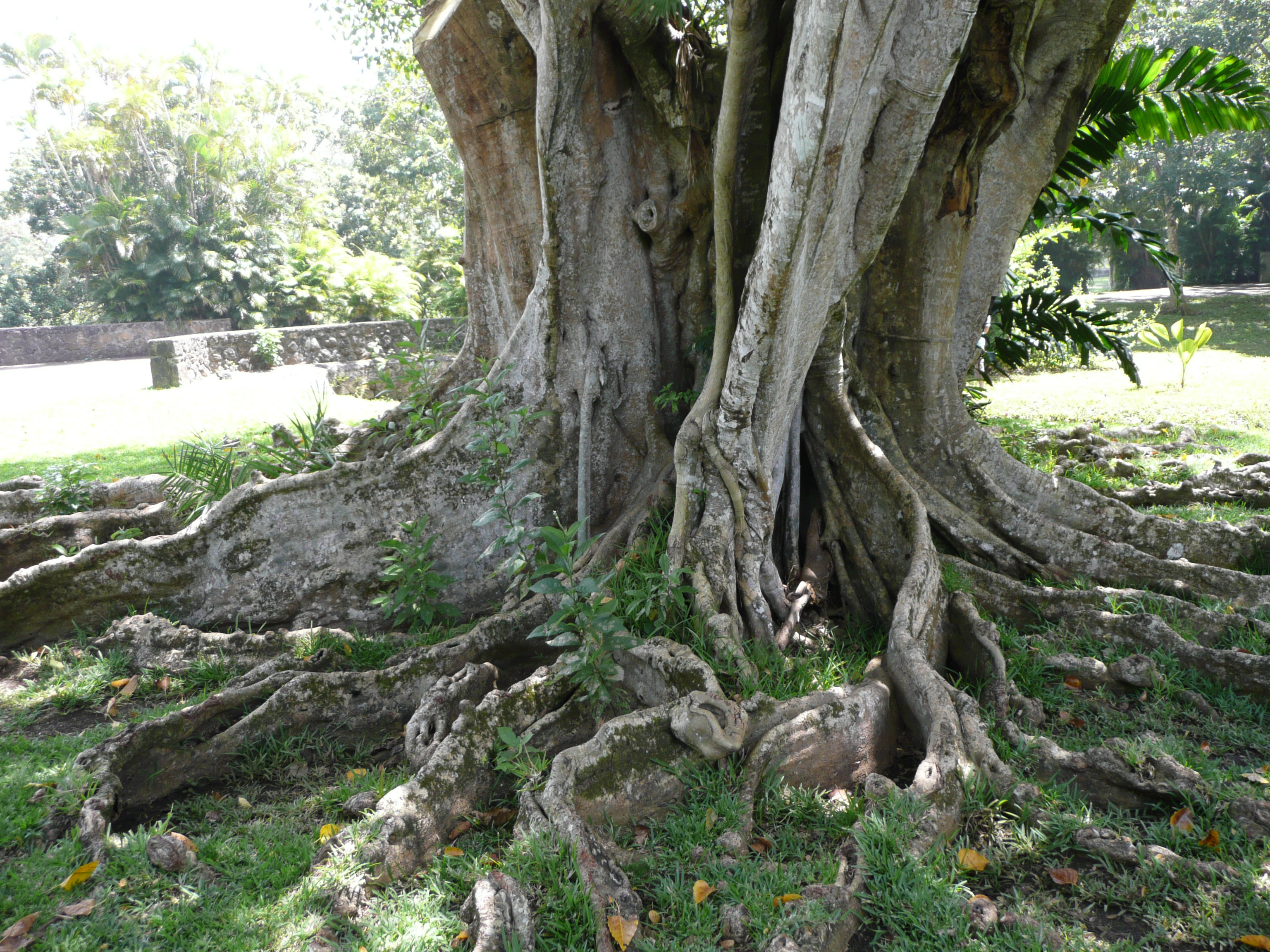
Pamplemousse, Maurice : tronc
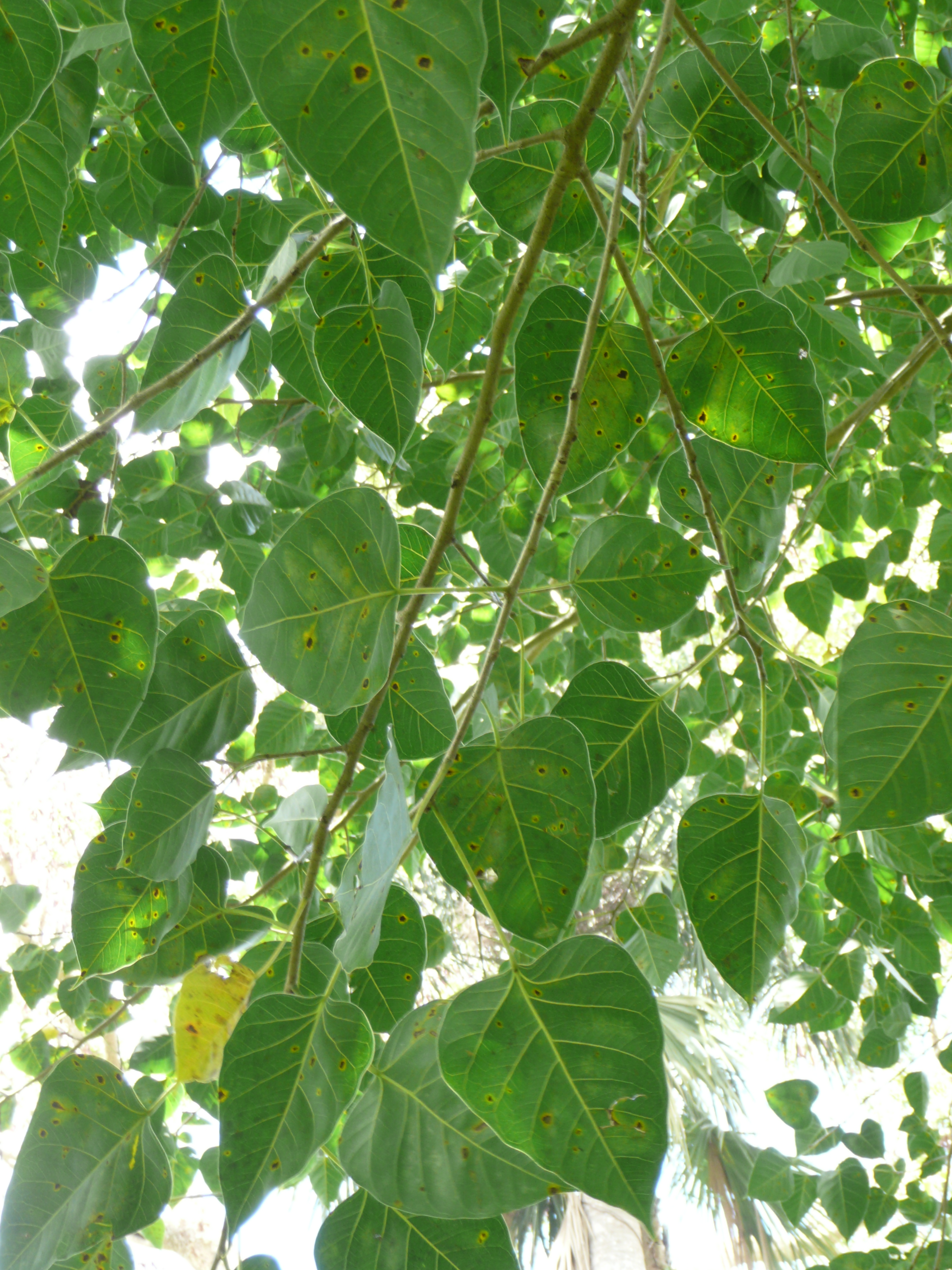
Pamplemousse, Maurice : feuilles
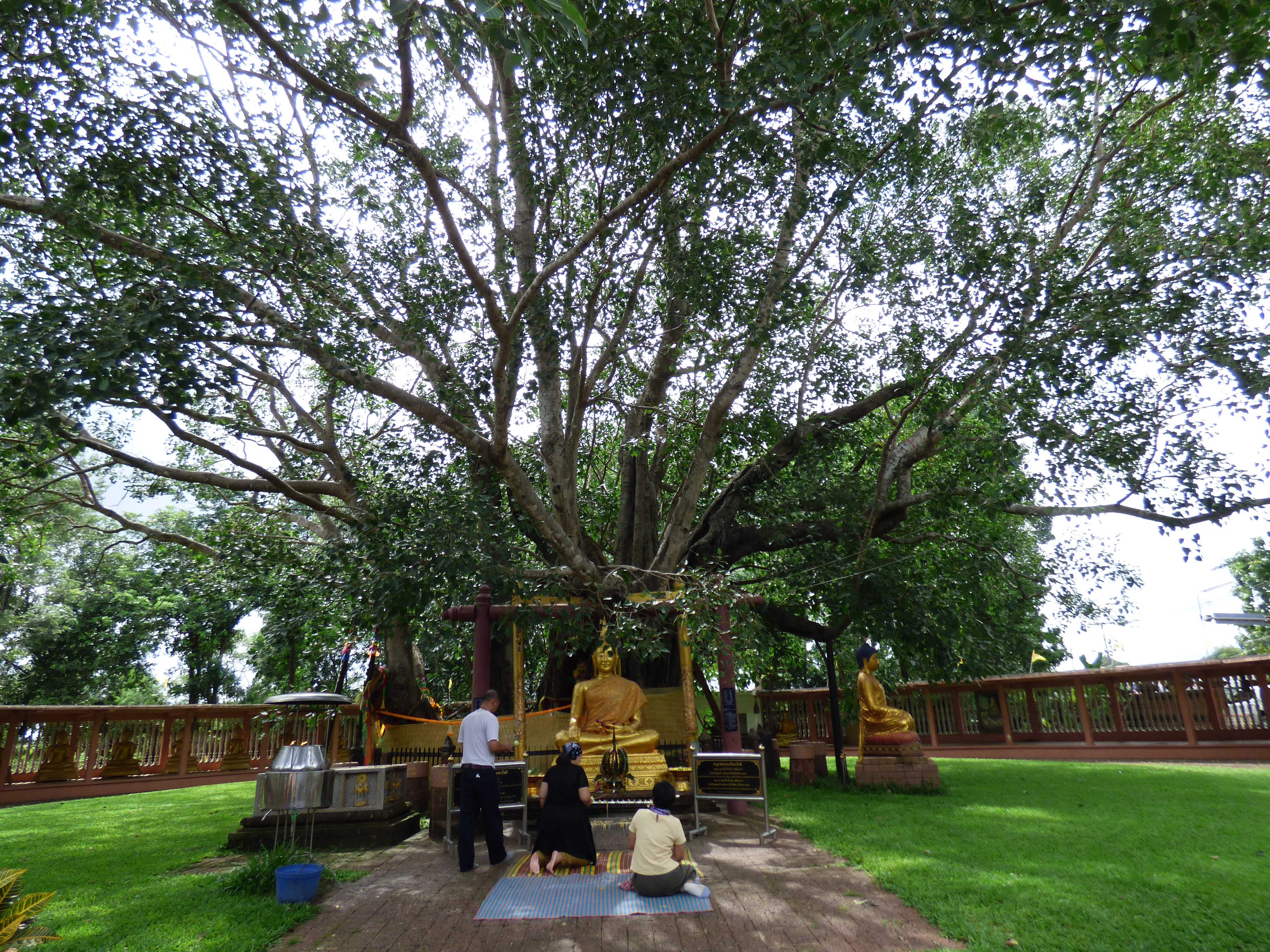
Temple de Sri Mahat Phot (en), Prachinburi, Thaïlande: un arbre d'environ 2000 ans,